# 宜雲寺
宜雲寺（ぎうんじ）は、東京都江東区にある臨済宗妙心寺派の寺院。

## 概要
1666年（寛文6年）、恵然禅師によって開山された。元々は深川神明宮の境内に設けられた「宜雲庵」が起源である。その後、1693年（元禄6年）に檀家の白井市郎兵衛が土地を提供し、現在地に移転した。
1709年（宝永6年）、流刑に処せられていた英一蝶が赦免され、江戸に帰還後、当寺に寄寓したことから「一蝶寺」と呼ばれている。

## 交通アクセス
- 清澄白河駅B2出口より徒歩3分（経路案内）。